# Родаковский, Генрих
Ге́нрих Родако́вский (пол. Henryk Hipolit Rodakowski; 9 июля 1823, Львов — 28 декабря 1894, Краков) — польский живописец.
Происходил из семьи юристов. Учился на юридическом факультете венского университета, но одновременно 1841—1845 изучал живопись в мастерской Йозефа Данхаузера (1805—1845).
В 1846 году уехал в Париж, чтобы учиться под руководством Леона Конье. Вскоре написанный им портрет Генриха Дембинского был награждён золотой медалью. Эжен Делакруа высоко оценил работы Родаковского.
В 1867 году он вернулся на родину в австрийскую Галицию и поселился в поместье Палагичи (ныне Ивано-Франковская область Украины), потом в Бортниках близ Ходорова, потом в Вене и затем окончательно поселился в Кракове.
В 1893 году был избран председателем краковского Общества любителей изящных искусств. 24 декабря 1894 года был назначен директором краковской Академии изящных искусств, но скоропостижно скончался через четыре дня.

## Картины

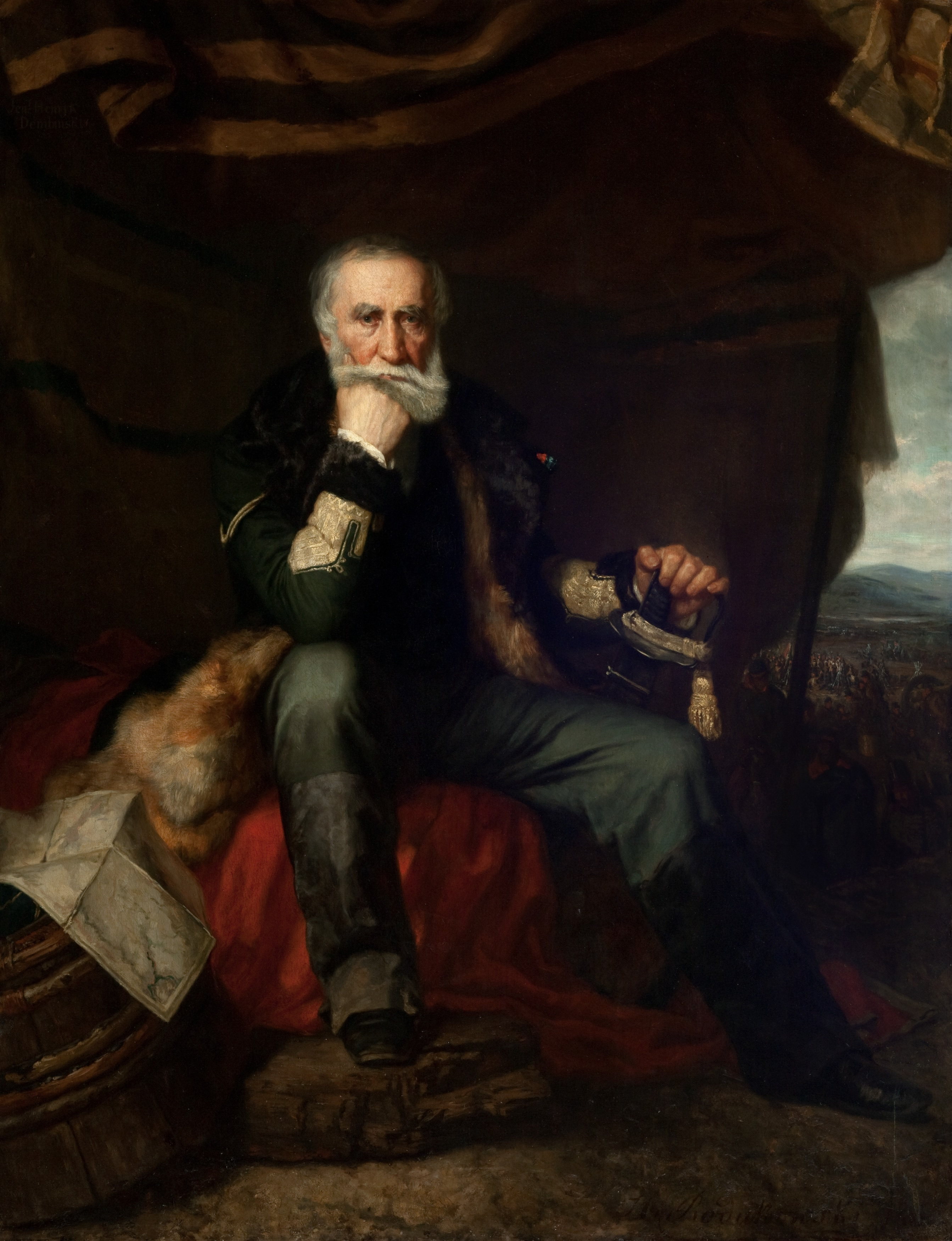
Портрет генерала Генриха Дембинского. 1852
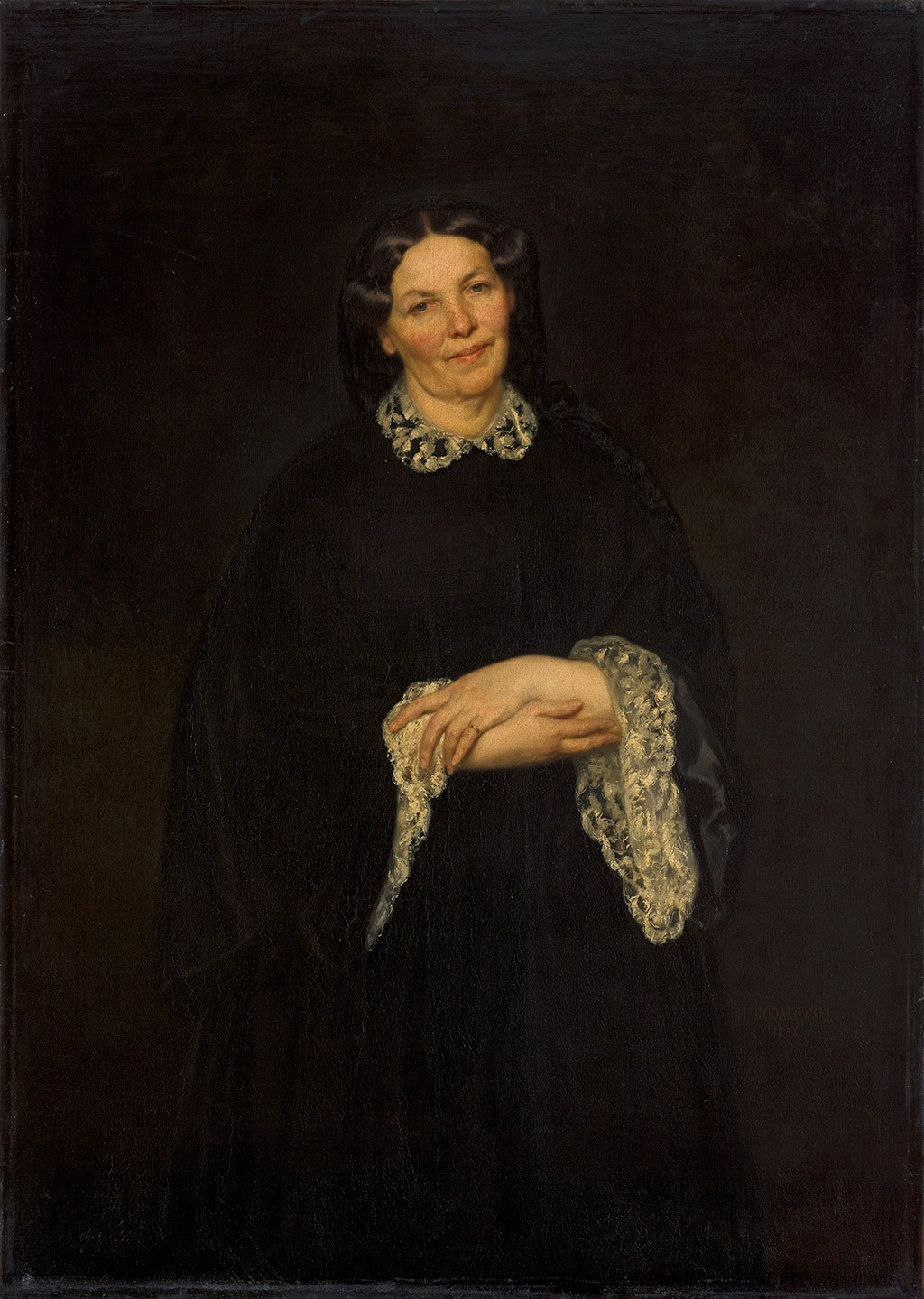
Портрет матери. 1853
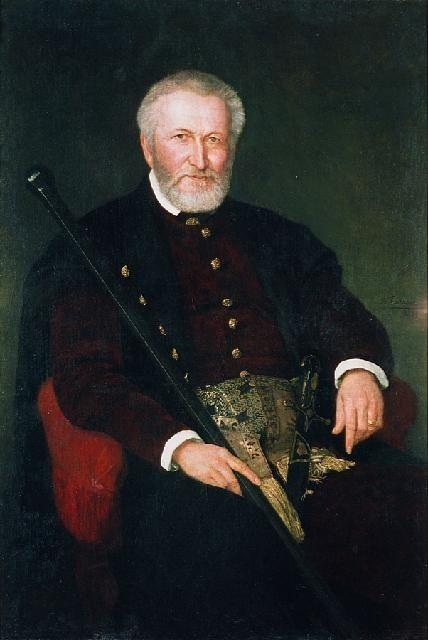
Портрет Леона Сапеги. 1878
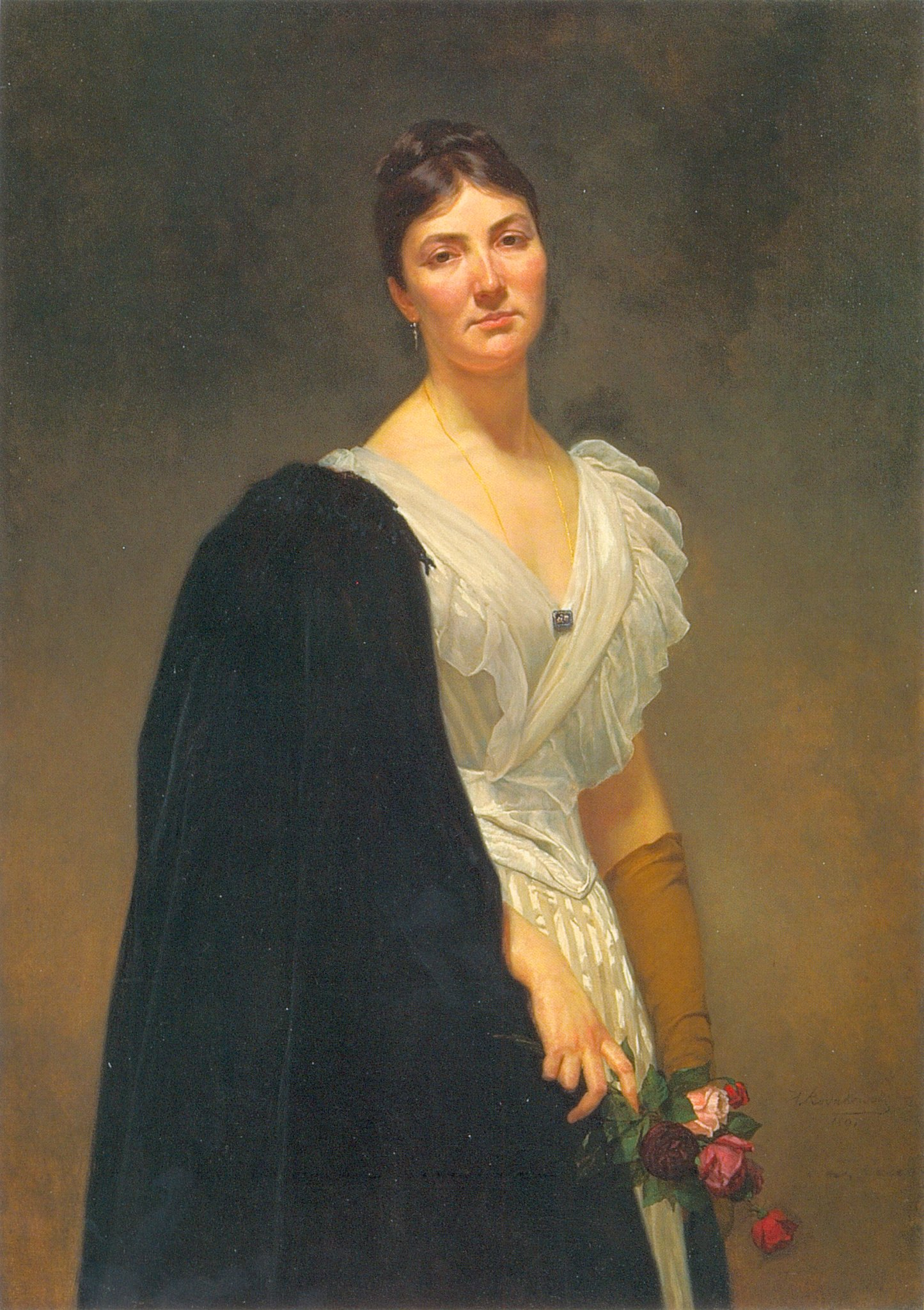
Портрет дочери. 1891

## Награды
- Награждён французским Орденом Почётного легиона.